# Семернін Вадим Миколайович
Семернін Вадим Миколайович (26 жовтня 1933, Костянтинівка, Донецька область, УРСР) — радянський, російський поет.
У 1960 році закінчив Літературний інститут імені Горького.
Автор поетичних книг: «Рисунок на асфальте», «Дерево», «Земная палуба» та ін.
На вірші Вадима Семерніна написано чимало пісень, в тому числі до українських кінострічок: «Акваланги на дні» (1966), «Вершники» (1972, т/ф, 2 а).